# Wilson Mbomio
Wilson Mbomio (* 15. Mai 2002 in Hackney, London, England; eigentlich Wilson Enrique I. Mbomio Mba Radjou-Pujalte) ist ein britischer Schauspieler. Bis 2021 trat er ausschließlich unter dem Namen Wilson Radjou-Pujalte als Schauspieler in Erscheinung.

## Leben
Mbomio wurde am 15. Mai 2002 im Distrikt Hackney im östlichen London geboren. Er gab als Kinderdarsteller sein Filmschauspieldebüt in Pan. Außerdem wirkte er im Kurzfilm Murdah Loves John mit. Ab demselben Jahr bis einschließlich 2016 verkörperte er die männliche Hauptrolle des Aladdin in 52 Episoden der CBBC-Fernsehserie Jamillah and Aladdin. Danach folgte eine wiederkehrende Rolle in der Fernsehserie Dickensian sowie eine Episodenrolle in der Fernsehdokuserie Aufstand der Barbaren. 2018 war er in Nebenrollen in den Filmproduktionen The Favourite – Intrigen und Irrsinn und We the Kings zu sehen. Von 2018 bis 2019 verkörperte er in insgesamt 31 Episoden der Fernsehserie Das Geheimnis der Hunters die Rolle des Jake Hunter. Ab demselben Jahr wurde er für die Rolle des Elfen Dara im Netflix Original The Witcher gecastet. 2023 spielte er im Film Kindling die Rolle des Diggs.

## Filmografie (Auswahl)
- 2015: Pan
- 2015: Murdah Loves John (Kurzfilm)
- 2015–2016: Jamillah and Aladdin (Fernsehserie, 52 Episoden)
- 2016: Dickensian (Fernsehserie, 5 Episoden)
- 2016: Aufstand der Barbaren (Barbarians Rising, Fernsehdokuserie, Episode 1x01)
- 2017: Hetty Feather (Fernsehserie, 4 Episoden)
- 2018: The Favourite – Intrigen und Irrsinn (The Favourite)
- 2018: We the Kings
- 2018–2019: Das Geheimnis der Hunters (Hunter Street, Fernsehserie, 31 Episoden)
- seit 2019: The Witcher (Fernsehserie)
- 2023: Kindling